# Le Cri de Camaris
Le Cri de Camaris est le sixième des huit tomes (en version française) qui composent la saga L'Arcane des épées. Il a été écrit par l'écrivain américain Tad Williams. Il est paru en 1993 eux États-Unis, et 1998 en France aux éditions Payot & Rivages.
En effet, la version américaine, To Green Angel Tower, a été partagée en quatre par l'éditeur et est donc devenu La Citadelle assiégée. Cette version est composée des tomes suivants :
- Le Livre du nécromant
- Le Cri de Camaris
- L'Ombre de la roue
- La Tour de l'ange vert

Il a été traduit de l'américain par Jacques Collin.

## Résumé du tome précédent
Parvenu à Sesuad'ra, Simon est fait chevalier pour avoir retrouvé Épine, l'une des trois épées, avec Peine et Minneyar, qui peuvent contrer Ineluki, le Roi de l'Orage. C'est alors que l'Hernystiri Eolair arrive avec les plans des souterrains du Hayholt, place forte du roi fou Elias. Sous ce château se trouve Minneyar, appelée aussi Clou-Radieux, l'épée de l'ancien roi Jean Presbytère. Le prince renvoie Eolair, accompagné de Isorn, le fils du duc Isgrimnur, afin de sauver les Hernystiris.
Plus tard, Josua apprend que son frère Elias a envoyé une armée pour attaquer la pierre de l'adieu. L'armée de Josua se prépare, pendant que Simon et Géloé parcourent la Route des rêves afin de trouver de l'aide.
Pendant ce temps, Miriamélé est toujours sur le bateau d'Aspitis. Celui-ci veut la forcer à l'épouser. Mais la jeune fille se rebelle. Cadrach, le moine qui l'accompagne et qui l'a trahi, a été mis aux fers dans les soutes. Pourtant, ils seront aidés par Gan Itaï, une Niskie, dont les pouvoirs permettent de repousser les Kilpas, des monstres marins. Plutôt que de les repousser, elle les entraîne à attaquer le navire afin de se venger d'Aspitis qui participe aux persécutions des Niskis par les Danseurs de Feux".
Miriamélé s'échappe alors avec Cadrach et rejoint le duc Isgrimnur, ainsi que le salannais Tamiak et Camaris le héros sénile. Ils se dirigent alors vers le Wran pour fuir Aspitis. Les Sithis parlementent pour savoir s'ils doivent partir en aide à Josua contre les troupes d'Elias commandées par le duc Fengbald.